# Mollstraße
Mollstraße è una strada di Berlino situata nei quartieri di Friedrichshain e Prenzlauer Berg, e confinante con quello di Mitte.
È dedicata a Joseph Maximilian Moll, uno dei fondatori della Deutscher Arbeiterbildungsverein e membro della Lega dei Comunisti.